# 马东纳德尔萨索
马东纳德尔萨索（義大利語：Madonna del Sasso），是意大利韦尔巴诺-库西亚-奥索拉省的一个市镇。总面积15平方公里，人口437人，人口密度29.1人/平方公里（2009年）。ISTAT代码为103040。